# Cementiri de Torelló
El Cementiri de Torelló és una obra de Torelló (Osona) protegida com a Bé Cultural d'Interès Local.

## Descripció
El cementiri es desenvolupa a partir d'un eix central en forma de passeig que finalitza davant d'una capella. El recinte és de forma rectangular amb l'entrada orientada a sud. La tàpia que l'envolta és emblanquinada i amb un coronament de merlets en forma de ziga-zaga. S'hi accedeix mitjançant un portal d'arc de mig punt adovellat de pedra, amb guardapols i coronat per una creu, precedit per nou graons també de pedra.

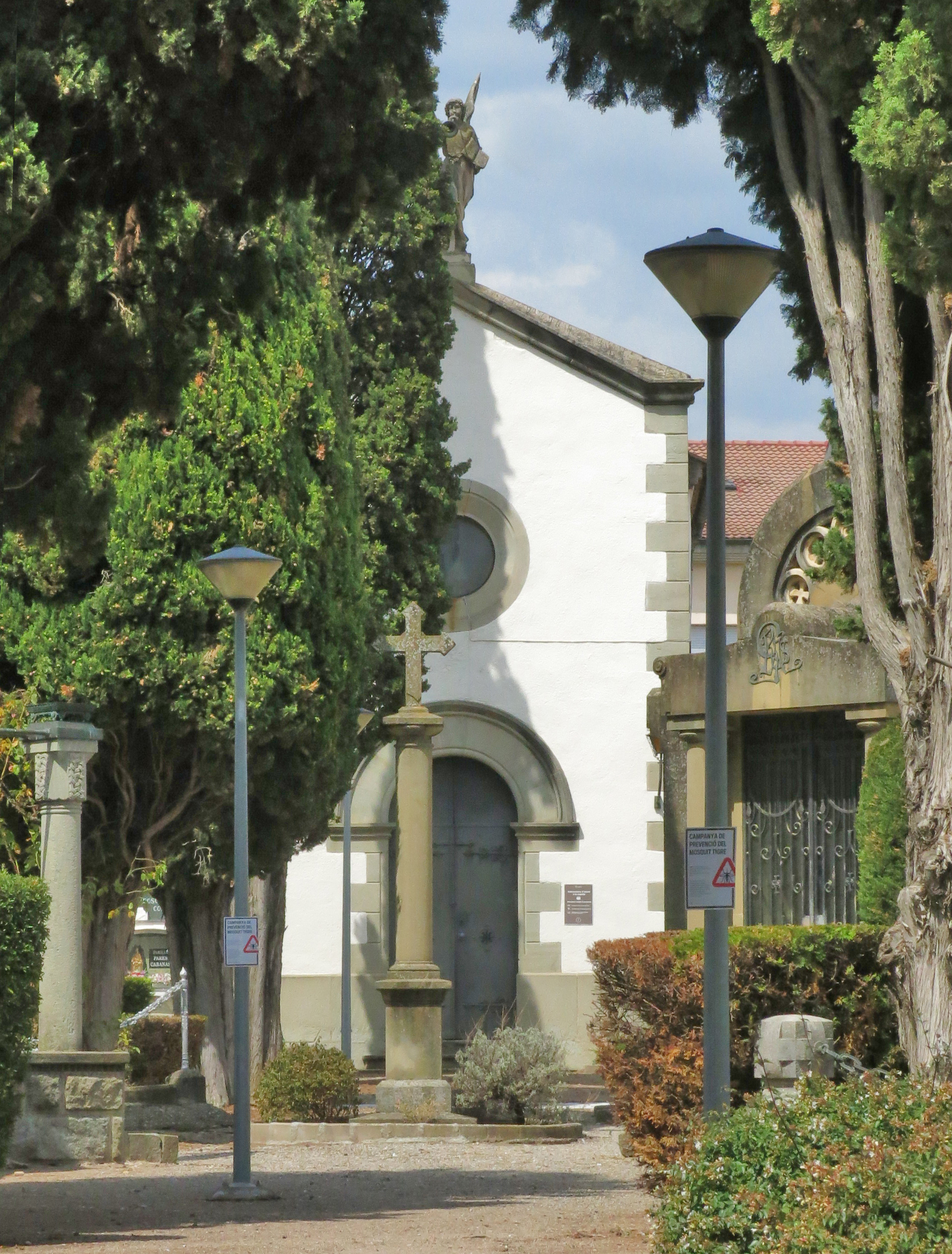
Capella i creu de terme del cementiri

El passeig central té grans xiprers i es compon de tres parts que es divideixen en dos encreuaments. Als dos laterals de l'eix hi ha un pla de gespa amb alguna tomba a terra, a segon terme se situa un el pla vertical de nínxols col·locats de manera enteixinada, en el mur que limita el recinte. A cada encreuament trobem quatre panteons col·locats en estrella que pertanyen a les famílies benestants de Torelló.
Alguns d'aquests conjunts monumentals estan signats. Aquestes són algunes de les signatures: "I. Ripoll 1963", "J. Barba aqte", "Josep Maria Pericas i Morros aqte".
Abans d'arribar a la capella trobem una creu de terme.

## Història
El cementiri vell era a l'entorn de l'església de Sant Feliu. L'any 1884 es va reformar l'atri de l'església, sota la direcció de l'arquitecte municipal Josep Yllla, i això va provocar el trasllat del cementiri.
Les obres del nou cementiri van començar el 1862 i varen ser dirigides per l'arquitecte Bladó i els mestres d'obres Rafael Plana, autor del portal i creu de pedra d'una sola peça i Ramon Tomamira encarregat de l'aixecament dels murs.
El principal benefactor del nou cementiri fou Antoni Saüquer Masmitjà, que feu construir la capella central.
L'any 1891 es va ampliar el clos murallat, obra que fou finançada per Antoni Saüquer.
Les modificacions que ha sofert el cementiri al llarg del segle xx, n'han canviat parcialment l'estètica. Els tres rengles de nínxols es convertiren en sis. L'alçada es va duplicar. Els xiprers i parterres del voltant de la capella es van convertir en mòduls per a nínxols durant la dècada de 1970.
La darrera ampliació, 1999-2000, ha consistit a ampliar la part nord-est. Aquesta obra recent no manté l'estètica del conjunt. Fou projectada pels Serveis Tècnics Municipals i realitzada pel constructor Lluís Dachs.